# ریچارد الیس (ستاره‌شناس)
ریچارد الیس (انگلیسی: Richard Ellis؛ زادهٔ ۲۵ مهٔ ۱۹۵۰) دانشمند در زمینه اخترشناسی اهل بریتانیا است.
وی همچنین برندهٔ جوایزی همچون همکار انجمن سلطنتی و مدال طلائی انجمن سلطنتی اختر شناسان شده‌است.